# IFK Ystad
Idrætsforeningen Kammeraterne (IFK) Ystad/Ysted , eller Ysted-Kammeraterne, stiftet i år 1927, er en idrætsforening fra Ystad/Ysted  i Skåne der har haft den største succes inden for håndbold. Klubben er ærkerivaler til Ysted IF, hvor lokalopgørerne i Ysted Arena tiltrækker mange tilskuere. Historisk er Ysted-Kammeraterne arbejderklassens hold, mens YIF har været det svenske militærs hold.
Ysted-Kammeraterne har også haft succes i fodbold, hvor man i 1960'erne og 1970'erne spillede i den næstbedste række (nuværende Superettan).
Spillerdragten er røde bluser og sorte bukser.